# Witold Kędzierski
Witold Kędzierski – polski lekarz weterynarii, doktor habilitowany nauk weterynaryjnych, profesor na Uniwersytecie Przyrodniczym w Lublinie, specjalista od biochemii.

## Kariera naukowa
W 1990 roku na Akademii Rolniczej w Lublinie uzyskał tytuł lekarza weterynarii. W tym samym roku na Wydziale Medycyny Weterynaryjnej tej samej uczelni uzyskał stopień doktora nauk weterynaryjnych na podstawie rozprawy pt. Biochemiczne zmiany we krwi koni arabskich w różnych fazach treningu, której promotorem była Maria Podolak-Majczak. W 1991 roku został zatrudniony na tejże uczelni, a w 2017 roku uzyskał na jej Wydziale Medycyny Weterynaryjnej stopień doktora habilitowanego nauk weterynaryjnych na podstawie pracy pt. Wpływ wysiłku i treningu na wydzielanie leptyny i jej stężenie w osoczu krwi koni z uwzględnieniem ich płci i wieku.